# Milwaukee Bucks
Milwaukee Bucks er et amerikansk basketballhold fra Milwaukee i Wisconsin. Holdet blev stiftet i 1968 og spiller i NBA-ligaen. Holdet har to gange vundet et NBA-mesterskab, senest i 2021 hvor de besejrede Phoenix Suns og i 1971 hvor de besejrede Baltimore Bullets i finalerne. I 1974 var holdet igen i finalen, men måtte her se sig besejret af Boston Celtics.
Milwaukee Bucks draftede i 2013 et såkaldt “steal” da de med femtende pick valgte Giannis Antetokounmpo, der på daværende tidspunkt spillede i den græske liga. Giannis formåede hurtigt at forbedre sig, han blev i 2018 tildelt prisen som ligaens MVP og var den mest centrale figur i Milwaukee Bucks historiske mesterskab i 2021 præcis 50 år efter klubbens første mesterskab blev vundet.

## Titler
- NBA:
  - 1971
  - 2021

## Kendte spillere
- Kareem Abdul-Jabbar
- Moses Malone
- Gary Payton
- Ray Allen
- Giannis Antetokounmpo